# Perignamptus loriae
Perignamptus loriae is een keversoort uit de familie Hybosoridae. De wetenschappelijke naam van de soort is voor het eerst geldig gepubliceerd in 1899 door R. Gestro. De soort werd ontdekt in Nieuw-Guinea.